# Martirio di sant'Agata (Sebastiano del Piombo)
Il Martirio di sant'Agata è un dipinto a olio su tavola (132 × 178 cm) di Sebastiano del Piombo, databile al 1520 e conservato nella Galleria Palatina di Palazzo Pitti a Firenze. 

## Storia
Sebastiano dipinse il Martirio nel 1520 per volere di Ercole Rangoni, cardinale diacono di Sant'Agata dei Goti a Roma. Il formato orizzontale e le linee di fuga diagonali suggeriscono che l'opera fosse destinata ad entrare nella collezione personale del cardinale, presumibilmente per un'esposizione privata.
Nel 1566 la tavola fu ammirata da Giorgio Vasari nella stanza guardaroba del duca Guidobaldo II della Rovere, nel suo palazzo a Pesaro. Dallo stesso Vasari viene menzionata due anni più tardi nell'edizione ampliata - cosiddetta "giuntina" - delle Vite, sebbene venga erroneamente confuso il committente: 
(Giorgio Vasari, Le vite de' più eccellenti pittori, scultori e architettori, 2ª edizione, 1568)
Nel 1631 la morte di Francesco Maria II, ultimo sovrano della nobile famiglia dei Della Rovere, avrebbe potuto significare il passaggio del Ducato di Urbino al Granducato di Toscana: Vittoria della Rovere, nipote di Francesco Maria II e moglie di Ferdinando II de' Medici, avrebbe quindi potuto reclamare il trono. Tale eventualità fu fortemente osteggiata e scongiurata da papa Urbano VIII che, per evitare ciò, permise a Vittoria di portare con sé la vasta collezione di dipinti dei Della Rovere e, pertanto, il Martirio giunse a Firenze presso la corte medicea.

## Descrizione
La tavola ha come soggetto principale sant'Agata, che nella scena ritratta subisce lo strappo delle mammelle per il tramite di due tenaglie, tortura parte del suo lungo e doloroso martirio. La donna si trova al centro della composizione e indossa solo un panno bianco legato attorno ai fianchi, che le copre la parte inferiore del corpo. I due aguzzini sono raffigurati mentre le pizzicano i seni con delle tenaglie di ferro. Agata non rivolge lo sguardo verso di loro, bensì in direzione di un uomo barbuto visibile sulla sinistra. In primo piano, la lama di un coltello è posta su un blocco di pietra. Sullo sfondo, invece, una Catania pericolante e in fiamme fa riferimento al terremoto che si sviluppò poco prima che la santa morisse bruciata sul rogo, impedendo tale supplizio.
Nell'iconografia cristiana, le scene di tortura sono comuni e spesso fanno riferimento, direttamente o indirettamente, alla crocifissione di Cristo. Tuttavia, questa composizione in particolare è stata qualificata come "repellente" o persino, secondo la storica dell'arte Liana De Girolami-Cheney, "porno-violenta", a causa delle sue connotazioni sessuali. L'opera costituisce uno dei rari esempi di arte del XVI secolo in grado di veicolare una tale carica erotica. Si tratta anche di una delle prime raffigurazioni a scegliere come soggetto il martirio di sant'Agata senza includerlo in un insieme più ampio di scene agiografiche: tale scelta isolata accentua ancora di più il carattere sensuale dell'episodio.
Nell'ideazione di Agata non è ben chiaro come le sue mani siano effettivamente legate al palo alle sue spalle, che peraltro rassomiglia e si confonde con il tendaggio visibile davanti al paesaggio. In questa tavola Sebastiano sceglie di mostrare il busto della santa nella sua interezza e ben formato, preoccupandosi meno di cercare parallelismi con la morte di Gesù. Piuttosto, si notano delle somiglianze nella posizione con la Venere Celeste dell'Amor sacro e Amor profano di Tiziano, artista che con Sebastiano condivise le influenze veneziane. Del resto, anche opere come la Maddalena penitente di Tiziano si inseriscono in questo incremento dell'elemento erotico in soggetti cristiani.
Alcuni spunti nella composizione diagonale saranno poi ripresi negli affreschi delle Età dell'uomo di Pietro da Cortona.